# Teriomima
Teriomima is een geslacht van vlinders van de familie Lycaenidae.

## Soorten
- T. galenides Holland, 1895
- T. micra (Grose-Smith, 1898)
- T. parva Hawker-Smith, 1933
- T. puella Kirby, 1887
- T. puellaris (Trimen, 1894)
- T. subpunctata Kirby, 1887
- T. zuluana Van Son, 1949